# Pipirig
Pipirig là một xã thuộc hạt Neamț, România. Dân số thời điểm năm 2002 là 8673 người.